# ОГАС
ОГАС (рус. Общегосударственная автоматизированная система учёта и обработки информации, "ОГАС", „Национални аутоматизовани систем за рачунање и обраду информација“) био је совјетски пројекат за стварање националне информационе мреже. Пројекат је почео 1962. године, али му је ускраћено неопходно финансирање 1970. године. Био је то један у низу социјалистичких покушаја да се створи кибернетичка мрежа широм земље.

## Концепт
Примарни архитекта ОГАС-а био је Виктор Глушков. Претходни предлог за националну компјутерску мрежу за побољшање централног планирања, Економски аутоматизовани систем управљања Анатолија Китова, одбијен је 1959. године због забринутости у војсци да ће од њих бити затражено да деле информације са цивилним планерима. Глушков је 1962. године предложио ОГАС као трослојну мрежу са рачунарским центром у Москви, до 200 центара средњег нивоа у другим већим градовима и до 20.000 локалних терминала на економски значајним локацијама, комуницирајући у реалном времену користећи постојећу телефонску инфраструктуру. Структура би такође дозволила било ком терминалу да комуницира са било којим другим. Глушков је даље предложио коришћење система за померање Совјетског Савеза ка економији без новца, користећи систем за електронска плаћања. Пројекат је пропао јер је захтев Глушкова за финансирање 1. октобра 1970. одбијен. 24. конгрес Комунистичке партије 1971. требало је да одобри имплементацију плана, али је на крају подржао само проширење локалних система за управљање информацијама. Глушков је касније следио други план мреже, ЕГСВТ, који је такође био недовољно финансиран и није спроведен.
Неки либерали су замерили предлог ОГАС-а као прекомерну централну контролу, али је пропао пре свега због бирократских сукоба: био је под окриљем Централне статистичке управе и као такав пао је на рачун Василија Гарбузова, који је видео претњу свом министарству финансија. Када ЕГСВТ није успео, следећи покушај, СОФЕ, урадио је 1964. Николај Федоренко. Он је покушао да изгради информациону мрежу која би се могла користити у економском планирању у планираној економији Совјетског Савеза. Пројекат је био успешан на микро нивоу, али се није проширио на широку употребу.
Почевши од раних 1960-их, Комунистичка партија Совјетског Савеза је разматрала одступање од постојећег стаљинистичког командног планирања у корист развоја међусобно повезаног компјутеризованог система расподеле ресурса заснованог на принципима кибернетике. Овај развој се сматрао основом за кретање ка оптималном планирању које би могло формирати основу за развијенији облик социјалистичке економије засноване на информационој децентрализацији и иновацијама. Ово је виђено као логичан напредак с обзиром на то да је систем материјалних биланса био усмерен ка брзој индустријализацији, коју је Совјетски Савез већ постигао у претходним деценијама. Али почетком 1970-их, идеју о превазилажењу статуса кво напустило је совјетско руководство, које је сматрало да систем угрожава партијску контролу економије. До раних 1970-их званично интересовање за овај систем је престало.
Крајем 1970-их „природни“ развој совјетских рачунара довео је до стварања пројекта под називом Ацадемсет који је имао за циљ изградњу општенационалне оптичке мреже и радио/сателитске дигиталне мреже, али је само њен лењинградски део заправо реализован пре распада СССР-а. До 1992. године совјетски рачунари који су га опслуживали су уништени, а 1990. СССР/Русија је добила глобалну интернет конекцију која је независна од државе путем телефона до Финске захваљујући напорима приватног телеком компаније под називом Relcom.
Године 2016, у САД је објављена књига посвећена ОГАС-у под насловом „КHow Not to Network a Nation: The Uneasy History of the Soviet Internet“, аутора Бењамина Петерса, професора на Универзитету у Тулси. Професор Универзитета Харвард Џонатан Зитрејн је написао да књига „попуњава важну празнину у историји интернета, наглашавајући начине на које су генеративност и отвореност били суштински за умрежене иновације“ . Рецензент књиге на МИТ-у је написао: „Совјетски покушаји да се изграде националну компјутерску мрежу поништили су социјалисти који су се понашали као капиталисти“ .